# España, mi amor...
España, mi amor..., pubblicato nel 1992, è una raccolta (solo CD) della cantante italiana Mina.
Questa raccolta non è inclusa nella discografia sul sito ufficiale minamazzini.com.

## Il disco
L'album raccoglie tutte le canzoni incise in lingua spagnola da Mina tra il 1964 e il 1969, solo ora per la prima volta pubblicate su CD. 6 di queste (Sabor a mi, Ninguém me ama, Angustia, La barca,Un hoyo en la arena e Insensatez) erano state pubblicate in Italia solo su vinile, 45 giri e 33 giri, tutte le altre sono inedite in Italia in quanto pubblicate, su vinile, solo in Spagna e nei paesi dell'America Latina.
Non si sa perché il brano "Ninguém me ama" porti il titolo in lingua originale portoghese, ed inciso da Nora Ney in Brasile nel 1952; nel disco Mina canta la versione in spagnolo "Nadie me ama", incisa da Nat King Cole nel 1959. Riporteremo il titolo corretto inserendo fra gli autori Gian Carlo Testoni così come riportato sull'etichetta, anche se l'autore italiano non compare in nessuna delle due edizioni qui citate.

## Tracce
1. Sabor a mi - 3:03 -
: (Álvaro Carrillo Alarcón) Edizioni Southern  (1964)
2. Y si mañana (E se domani) - 3:06 -
: (Giorgio Calabrese-Carlo Alberto Rossi-Testo Spagnolo: Víctor Merino) Edizioni C.A.Rossi (1967)
3. El reloj - 2:46 -
: (Roberto Cantoral) Edizioni Southern (1969)
4. Si lloras, si ries (Se piangi, se ridi) - 2:29 -
: (Bobby Solo-Gianni Marchetti-Mogol-Testo Spagnolo: Ray Cristian) Edizioni Famà (1965)
5. El ángel de la guardia - 2:53 -
: (Fransen-Mandy) Edizioni Amazzonia (1969)
6. Yo soy la que soy (Io sono quel che sono) - 2:14 -
: (Mogol-Enrico Polito-Testo Spagnolo: ????) Edizioni Successo (1965)
7. Nadie me ama (Ninguém me ama) - 2:48 -
: (Fernando Lobo-Antônio Maria Araújo de Morais-Giancarlo Testoni) Edizioni Southern  (1964)
8. Angustia - 3:07 -
: (Orlando Brito) Edizioni Southern (1966)
9. La barca - 3:09 -
: (Roberto Cantoral) Edizioni Southern (1964)
10. Un hoyo en la arena (Un buco nella sabbia) - 2:23 -
: (Alberto Testa-Piero Soffici-Testo Spagnolo: ????) Edizioni Supersonic (1964)
11. Caminemos - 2:33 -
: (Herivelto Martins-Alfredo Gil) Edizioni Southern (1966)
12. Uno (Tango celebre) - 2:56 -
: (Enrique Santos Discépolo-Marianito Morés) Edizioni Southern (1964)
13. Insensatez - 2:39 -
: (Antônio Carlos Jobim-Vinícius de Moraes) Edizioni Ariston (1964)
14. Què haràs (Tu farai) - 2:17 -
: (Alberto Testa-Augusto Martelli-Bruno Martelli-Testo Spagnolo: ????) Edizioni Settebello (1965)